# Maxime Scheepers
Maxime Scheepers (Ospel, 24 april 1993) is een Nederlands voetballer die van 2010 tot 2012 speelde voor VVV-Venlo in de Eredivisie Vrouwen.

## Carrière
In de zomer van 2010 verruilde Scheepers haar amateurvereniging RKSVO voor VVV-Venlo om te gaan spelen in de Eredivisie Vrouwen. In haar eerste seizoen speelde ze zeventien duels voor de club. In haar tweede seizoen kwamen daar nog elf duels en één treffer bij.
in 2010 is Scheepers nog uitgekomen voor het Nederlands Elftal onder 17. hier speelde ze 5 interlands waarvan 2 op het EK in Zwitserland Nyon. Ze speelde hier bij alle wedstrijden volledig uit in de basis. Hierna zette Scheepers een punt achter haar carrière.

## Statistieken
| Seizoen | Club      | Land      | Competitie | Wedstrijden | Doelpunten |
| ------- | --------- | --------- | ---------- | ----------- | ---------- |
| 2010/11 | VVV-Venlo | Nederland | Eredivisie | 17          | 0          |
| 2011/12 | VVV-Venlo | Nederland | Eredivisie | 11          | 1          |
| Totaal  | Totaal    | Totaal    | Totaal     | 28          | 1          |